# Ron Brewer
Ronald Charles „Ron” Brewer (ur. 16 września 1955 w Fort Smith) – amerykański koszykarz, występujący na pozycji rzucającego obrońcy, trener koszykarski.
Jego syn Ronnie został również graczem NBA.

## Osiągnięcia
Na podstawie, o ile nie zaznaczono inaczej.
NCAA
- Uczestnik rozgrywek NCAA Final Four (1978 – 3. miejsce)
- Zawodnik roku konferencji SWC (1978)[4]
- MVP turnieju konferencji Southwest (1977)
- Zaliczony do:
  - I składu turnieju NCAA (1978)[5]
  - II składu All-American (1978)
  - U of A Letterman’s Association Hall of Honor (1993)
- Laureat nagrody – 2002 SEC Legend[6]

NBA
- Zaliczony do I składu debiutantów NBA (1979)[7]
- Zawodnik tygodnia (15.11.1981)